# Brooklyn Hakoah
Brooklyn Hakoah was de naam van twee Amerikaanse voetbalclubs uit New York. De eerste club werd opgericht in 1929 en later dat jaar opgeheven nadat de club was samengegaan met New York Hakoah tot Hakoah All-Stars. De club speelde één seizoen in de American Soccer League. Hierin werd geen aansprekend resultaat behaald.
De tweede club die zich Brooklyn Hakoah noemde bestond van 1948 tot 1956. Hierin werden opnieuw geen goede resultaten behaald. Dit leidde tot een nieuwe fusie met de New York Americans tot een nieuwe New York Hakoah.